# Eleições autárquicas de 2017 em Santarém
As eleições autárquicas de 2017 serviram para eleger os diferentes órgãos do poder local autárquico do concelho de Santarém.
O Partido Social Democrata, que lidera a câmara de Santarém desde 2005 e tem Ricardo Gonçalves como autarca desde 2012, voltou a vencer as eleições locais com uma votação reforçada e recuperando a maioria absoluta na vereação municipal.
O Partido Socialista voltou a falhar o objetivo de recuperar uma autarquia que foi sua, de forma ininterrupta, de 1976 a 2005, ficando-se pelos 4 vereadores que já detinha.
Por fim, a Coligação Democrática Unitária perdeu o vereador que tinha conseguido eleger nas eleições de 2013.

## Listas e Candidatos
| Lista | Lista                          | Candidato            |
| ----- | ------------------------------ | -------------------- |
|       | Partido Social Democrata       | Ricardo Gonçalves    |
|       | Partido Socialista             | Rui Barreiro         |
|       | Coligação Democrática Unitária | José Luís Cabrita    |
|       | Bloco de Esquerda              | Filipa Filipe        |
|       | CDS – Partido Popular          | António Rocha Pinto  |
|       | Partido Nacional Renovador     | Carlos Alberto Teles |

## Resultados Oficiais
Os resultados nas eleições autárquicas de 2017 no concelho de Santarém para os diferentes órgãos do poder local foram os seguintes:

### Câmara Municipal
| Partido                 | Partido                        | Votos  | %               | +/-  | Vereadores | +/-     |
| ----------------------- | ------------------------------ | ------ | --------------- | ---- | ---------- | ------- |
|                         | Partido Social Democrata       | 11 997 | 43,19 / 100,00  | 2,88 | 5 / 9      | 1       |
|                         | Partido Socialista             | 9 458  | 34,05 / 100,00  | 1,78 | 4 / 9      | Estável |
|                         | Coligação Democrática Unitária | 2 119  | 7,63 / 100,00   | 2,71 | 0 / 9      | 1       |
|                         | CDS – Partido Popular          | 1 509  | 5,43 / 100,00   | 2,85 | 0 / 9      | Estável |
|                         | Bloco de Esquerda              | 1 124  | 4,05 / 100,00   | 1,18 | 0 / 9      | Estável |
|                         | Partido Nacional Renovador     | 162    | 0,58 / 100,00   | -    | 0 / 9      | -       |
| Votos Inválidos         | Votos Inválidos                | 1 407  | 5,07 / 100,00   | 2,65 |            |         |
| Total                   | Total                          | 27 776 | 100,00 / 100,00 |      | 9 / 9      |         |
| Eleitorado/Participação | Eleitorado/Participação        | 51 718 | 53,71 / 100,00  | 1,72 |            |         |

### Assembleia Municipal
| Partido                 | Partido                        | Votos  | %               | +/-  | Deputados | +/-     |
| ----------------------- | ------------------------------ | ------ | --------------- | ---- | --------- | ------- |
|                         | Partido Social Democrata       | 10 607 | 38,19 / 100,00  | 2,47 | 12 / 27   | 1       |
|                         | Partido Socialista             | 9 471  | 34,10 / 100,00  | 2,14 | 10 / 27   | Estável |
|                         | Coligação Democrática Unitária | 2 706  | 9,74 / 100,00   | 2,01 | 3 / 27    | Estável |
|                         | CDS – Partido Popular          | 1 752  | 6,31 / 100,00   | 2,72 | 1 / 27    | Estável |
|                         | Bloco de Esquerda              | 1 673  | 6,02 / 100,00   | 2,29 | 1 / 27    | Estável |
| Votos Inválidos         | Votos Inválidos                | 1 564  | 5,63 / 100,00   | 2,98 |           |         |
| Total                   | Total                          | 27 773 | 100,00 / 100,00 |      | 27 / 27   |         |
| Eleitorado/Participação | Eleitorado/Participação        | 51 718 | 53,70 / 100,00  | 1,70 |           |         |

### Juntas de Freguesia
| Partido                 | Partido                        | Votos  | %               | +/-  | Presidentes | +/-     | Mandatos  | +/-     |
| ----------------------- | ------------------------------ | ------ | --------------- | ---- | ----------- | ------- | --------- | ------- |
|                         | Partido Social Democrata       | 9 194  | 33,10 / 100,00  | 0,30 | 9 / 18      | 2       | 55 / 158  | 1       |
|                         | Partido Socialista             | 8 986  | 32,36 / 100,00  | 0,62 | 6 / 18      | Estável | 61 / 158  | Estável |
|                         | Grupo de Cidadãos              | 2 839  | 10,22 / 100,00  | 0,20 | 3 / 18      | Estável | 25 / 158  | 5       |
|                         | Coligação Democrática Unitária | 2 829  | 10,19 / 100,00  | 1,99 | 0 / 18      | 1       | 14 / 158  | 7       |
|                         | CDS – Partido Popular          | 1 310  | 4,72 / 100,00   | 1,70 | 0 / 18      | 1       | 2 / 158   | 3       |
|                         | Bloco de Esquerda              | 972    | 3,50 / 100,00   | 1,40 | 0 / 18      | Estável | 1 / 158   | Estável |
| Votos Inválidos         | Votos Inválidos                | 1 643  | 5,92 / 100,00   | 1,81 |             |         |           |         |
| Total                   | Total                          | 27 773 | 100,00 / 100,00 |      | 18 / 18     |         | 158 / 158 | 4       |
| Eleitorado/Participação | Eleitorado/Participação        | 51 718 | 53,70 / 100,00  | 1,70 |             |         |           |         |

## Resultados por Freguesia

### Câmara Municipal
| Freguesia                                  | %     | %     | %     | %    | %    | %    | Votantes |
| Freguesia                                  | PSD   | PS    | CDU   | CDS  | BE   | PNR  | Votantes |
| ------------------------------------------ | ----- | ----- | ----- | ---- | ---- | ---- | -------- |
| Abitureiras                                | 44,15 | 45,11 | 2,50  | 2,32 | 1,92 | 0,19 | 521      |
| Abrã                                       | 59,85 | 23,86 | 2,27  | 4,17 | 2,65 | 0,38 | 528      |
| Achete, Azoia de Baixo e Póvoa de Santarém | 47,06 | 30,68 | 7,11  | 4,02 | 3,79 | 0,54 | 1 294    |
| Alcanede                                   | 58,90 | 28,83 | 2,71  | 2,98 | 2,22 | 0,27 | 2 248    |
| Alcanhões                                  | 42,55 | 31,46 | 15,67 | 2,55 | 2,17 | 1,78 | 785      |
| Almoster                                   | 42,15 | 36,16 | 11,86 | 3,28 | 2,94 | 0,34 | 885      |
| Amiais de Baixo                            | 31,30 | 58,13 | 4,67  | 1,02 | 1,22 | 0,41 | 984      |
| Arneiro das Milhariças                     | 54,62 | 34,97 | 4,52  | 1,38 | 0,98 | 0,59 | 509      |
| Azoia de Cima e Tremês                     | 40,70 | 37,76 | 7,02  | 3,80 | 4,17 | 0,57 | 1 054    |
| Casével e Vaqueiros                        | 52,98 | 31,10 | 4,76  | 1,79 | 4,02 | 0    | 672      |
| Cidade de Santarém                         | 41,49 | 30,93 | 7,51  | 8,41 | 5,53 | 0,67 | 12 163   |
| Gançaria                                   | 72,70 | 18,41 | 0,63  | 1,59 | 2,22 | 0    | 315      |
| Moçarria                                   | 38,68 | 41,09 | 7,06  | 4,17 | 3,05 | 0,96 | 623      |
| Pernes                                     | 43,05 | 34,29 | 15,59 | 0,60 | 1,56 | 0    | 834      |
| Póvoa da Isenta                            | 37,08 | 28,21 | 19,33 | 4,73 | 4,73 | 0,20 | 507      |
| Romeira e Várzea                           | 43,13 | 40,02 | 3,12  | 4,47 | 3,27 | 0,80 | 1 252    |
| São Vicente do Paul e Vale de Figueira     | 41,87 | 33,18 | 10,64 | 4,04 | 3,82 | 0,90 | 1 335    |
| Vale de Santarém                           | 21,94 | 53,59 | 13,42 | 3,55 | 3,31 | 0,47 | 1 267    |
| Santarém                                   | 43,19 | 34,05 | 7,63  | 5,43 | 4,05 | 0,58 | 27 776   |

#### Abitureiras
| Partido                 | Partido                        | Votos | %               | +/-  |
| ----------------------- | ------------------------------ | ----- | --------------- | ---- |
|                         | Partido Socialista             | 235   | 45,11 / 100,00  | 9,05 |
|                         | Partido Social Democrata       | 230   | 44,15 / 100,00  | 5,94 |
|                         | Coligação Democrática Unitária | 13    | 2,50 / 100,00   | 0,19 |
|                         | CDS – Partido Popular          | 12    | 2,30 / 100,00   | 1,04 |
|                         | Bloco de Esquerda              | 10    | 1,92 / 100,00   | 0,23 |
|                         | Partido Nacional Renovador     | 1     | 0,19 / 100,00   | -    |
| Votos Inválidos         | Votos Inválidos                | 20    | 3,84 / 100,00   | 1,19 |
| Total                   | Total                          | 521   | 100,00 / 100,00 |      |
| Eleitorado/Participação | Eleitorado/Participação        | 816   | 63,85 / 100,00  | 0,99 |

#### Abrã
| Partido                 | Partido                        | Votos | %               | +/-  |
| ----------------------- | ------------------------------ | ----- | --------------- | ---- |
|                         | Partido Social Democrata       | 316   | 59,85 / 100,00  | 4,64 |
|                         | Partido Socialista             | 126   | 23,86 / 100,00  | 7,41 |
|                         | CDS – Partido Popular          | 22    | 4,17 / 100,00   | 0,75 |
|                         | Bloco de Esquerda              | 14    | 2,65 / 100,00   | 1,51 |
|                         | Coligação Democrática Unitária | 12    | 2,27 / 100,00   | 0,48 |
|                         | Partido Nacional Renovador     | 2     | 0,38 / 100,00   | -    |
| Votos Inválidos         | Votos Inválidos                | 36    | 6,82 / 100,00   | 0,47 |
| Total                   | Total                          | 528   | 100,00 / 100,00 |      |
| Eleitorado/Participação | Eleitorado/Participação        | 944   | 55,93 / 100,00  | 5,53 |

#### Achete, Azoia de Baixo e Póvoa de Santarém
| Partido                 | Partido                        | Votos | %               | +/-  |
| ----------------------- | ------------------------------ | ----- | --------------- | ---- |
|                         | Partido Social Democrata       | 609   | 47,06 / 100,00  | 2,57 |
|                         | Partido Socialista             | 397   | 30,68 / 100,00  | 0,24 |
|                         | Coligação Democrática Unitária | 92    | 7,11 / 100,00   | 0,75 |
|                         | CDS – Partido Popular          | 52    | 4,02 / 100,00   | 2,53 |
|                         | Bloco de Esquerda              | 49    | 3,79 / 100,00   | 2,91 |
|                         | Partido Nacional Renovador     | 7     | 0,54 / 100,00   | -    |
| Votos Inválidos         | Votos Inválidos                | 88    | 6,80 / 100,00   | 0,56 |
| Total                   | Total                          | 1 294 | 100,00 / 100,00 |      |
| Eleitorado/Participação | Eleitorado/Participação        | 2 228 | 58,08 / 100,00  | 6,11 |

#### Alcanede
| Partido                 | Partido                        | Votos | %               | +/-  |
| ----------------------- | ------------------------------ | ----- | --------------- | ---- |
|                         | Partido Social Democrata       | 1 324 | 58,90 / 100,00  | 0,17 |
|                         | Partido Socialista             | 648   | 28,93 / 100,00  | 0,48 |
|                         | CDS – Partido Popular          | 67    | 2,98 / 100,00   | 0,43 |
|                         | Coligação Democrática Unitária | 61    | 2,71 / 100,00   | 0,19 |
|                         | Bloco de Esquerda              | 50    | 2,22 / 100,00   | 0,77 |
|                         | Partido Nacional Renovador     | 6     | 0,27 / 100,00   | -    |
| Votos Inválidos         | Votos Inválidos                | 92    | 4,09 / 100,00   | 0,26 |
| Total                   | Total                          | 2 248 | 100,00 / 100,00 |      |
| Eleitorado/Participação | Eleitorado/Participação        | 3 907 | 57,54 / 100,00  | 1,79 |

#### Alcanhões
| Partido                 | Partido                        | Votos | %               | +/-   |
| ----------------------- | ------------------------------ | ----- | --------------- | ----- |
|                         | Partido Social Democrata       | 334   | 42,55 / 100,00  | 15,22 |
|                         | Partido Socialista             | 247   | 31,46 / 100,00  | 3,23  |
|                         | Coligação Democrática Unitária | 123   | 15,67 / 100,00  | 5,75  |
|                         | CDS – Partido Popular          | 20    | 2,55 / 100,00   | 0,34  |
|                         | Bloco de Esquerda              | 17    | 2,17 / 100,00   | 0,33  |
|                         | Partido Nacional Renovador     | 14    | 1,78 / 100,00   | -     |
| Votos Inválidos         | Votos Inválidos                | 30    | 3,82 / 100,00   | 4,85  |
| Total                   | Total                          | 785   | 100,00 / 100,00 |       |
| Eleitorado/Participação | Eleitorado/Participação        | 1 225 | 64,08 / 100,00  | 5,09  |

#### Almoster
| Partido                 | Partido                        | Votos | %               | +/-  |
| ----------------------- | ------------------------------ | ----- | --------------- | ---- |
|                         | Partido Social Democrata       | 373   | 42,15 / 100,00  | 8,41 |
|                         | Partido Socialista             | 320   | 36,16 / 100,00  | 3,99 |
|                         | Coligação Democrática Unitária | 105   | 11,86 / 100,00  | 2,85 |
|                         | CDS – Partido Popular          | 29    | 3,28 / 100,00   | 1,62 |
|                         | Bloco de Esquerda              | 26    | 2,94 / 100,00   | 0,84 |
|                         | Partido Nacional Renovador     | 3     | 0,34 / 100,00   | -    |
| Votos Inválidos         | Votos Inválidos                | 29    | 3,27 / 100,00   | 2,15 |
| Total                   | Total                          | 885   | 100,00 / 100,00 |      |
| Eleitorado/Participação | Eleitorado/Participação        | 1 435 | 61,67 / 100,00  | 3,61 |

#### Amiais de Baixo
| Partido                 | Partido                        | Votos | %               | +/-  |
| ----------------------- | ------------------------------ | ----- | --------------- | ---- |
|                         | Partido Socialista             | 572   | 58,13 / 100,00  | 5,80 |
|                         | Partido Social Democrata       | 308   | 31,30 / 100,00  | 0,80 |
|                         | Coligação Democrática Unitária | 46    | 4,67 / 100,00   | 1,75 |
|                         | Bloco de Esquerda              | 12    | 1,22 / 100,00   | 0,34 |
|                         | CDS – Partido Popular          | 10    | 1,02 / 100,00   | 0,15 |
|                         | Partido Nacional Renovador     | 4     | 0,41 / 100,00   | -    |
| Votos Inválidos         | Votos Inválidos                | 32    | 3,25 / 100,00   | 3,46 |
| Total                   | Total                          | 984   | 100,00 / 100,00 |      |
| Eleitorado/Participação | Eleitorado/Participação        | 1 528 | 64,40 / 100,00  | 1,18 |

#### Arneiro das Milhariças
| Partido                 | Partido                        | Votos | %               | +/-   |
| ----------------------- | ------------------------------ | ----- | --------------- | ----- |
|                         | Partido Social Democrata       | 278   | 54,62 / 100,00  | 11,47 |
|                         | Partido Socialista             | 178   | 34,97 / 100,00  | 0,49  |
|                         | Coligação Democrática Unitária | 23    | 4,52 / 100,00   | 5,42  |
|                         | CDS – Partido Popular          | 7     | 1,38 / 100,00   | 0,25  |
|                         | Bloco de Esquerda              | 5     | 0,98 / 100,00   | 1,27  |
|                         | Partido Nacional Renovador     | 3     | 0,59 / 100,00   | -     |
| Votos Inválidos         | Votos Inválidos                | 15    | 2,95 / 100,00   | 3,06  |
| Total                   | Total                          | 509   | 100,00 / 100,00 |       |
| Eleitorado/Participação | Eleitorado/Participação        | 735   | 69,25 / 100,00  | 2,21  |

#### Azoia de Cima e Tremês
| Partido                 | Partido                        | Votos | %               | +/-  |
| ----------------------- | ------------------------------ | ----- | --------------- | ---- |
|                         | Partido Social Democrata       | 429   | 40,70 / 100,00  | 0,06 |
|                         | Partido Socialista             | 398   | 37,76 / 100,00  | 4,72 |
|                         | Coligação Democrática Unitária | 74    | 7,02 / 100,00   | 1,73 |
|                         | Bloco de Esquerda              | 44    | 4,17 / 100,00   | 1,78 |
|                         | CDS – Partido Popular          | 40    | 3,80 / 100,00   | 1,15 |
|                         | Partido Nacional Renovador     | 6     | 0,57 / 100,00   | -    |
| Votos Inválidos         | Votos Inválidos                | 63    | 5,98 / 100,00   | 3,91 |
| Total                   | Total                          | 1 054 | 100,00 / 100,00 |      |
| Eleitorado/Participação | Eleitorado/Participação        | 2 074 | 50,82 / 100,00  | 0,91 |

#### Casével e Vaqueiros
| Partido                 | Partido                        | Votos | %               | +/-  |
| ----------------------- | ------------------------------ | ----- | --------------- | ---- |
|                         | Partido Social Democrata       | 356   | 52,98 / 100,00  | 4,80 |
|                         | Partido Socialista             | 209   | 31,10 / 100,00  | 5,82 |
|                         | Coligação Democrática Unitária | 32    | 4,76 / 100,00   | 8,93 |
|                         | Bloco de Esquerda              | 27    | 4,02 / 100,00   | 1,65 |
|                         | CDS – Partido Popular          | 12    | 1,79 / 100,00   | 0,53 |
|                         | Partido Nacional Renovador     | 0     | 0,00 / 100,00   | -    |
| Votos Inválidos         | Votos Inválidos                | 36    | 5,36 / 100,00   | 2,61 |
| Total                   | Total                          | 672   | 100,00 / 100,00 |      |
| Eleitorado/Participação | Eleitorado/Participação        | 982   | 68,43 / 100,00  | 0,56 |

#### Cidade de Santarém
| Partido                 | Partido                        | Votos  | %               | +/-  |
| ----------------------- | ------------------------------ | ------ | --------------- | ---- |
|                         | Partido Social Democrata       | 5 046  | 41,49 / 100,00  | 3,99 |
|                         | Partido Socialista             | 3 762  | 30,93 / 100,00  | 2,24 |
|                         | CDS – Partido Popular          | 1 023  | 8,41 / 100,00   | 5,66 |
|                         | Coligação Democrática Unitária | 913    | 7,51 / 100,00   | 3,43 |
|                         | Bloco de Esquerda              | 673    | 5,53 / 100,00   | 1,71 |
|                         | Partido Nacional Renovador     | 81     | 0,67 / 100,00   | -    |
| Votos Inválidos         | Votos Inválidos                | 665    | 5,47 / 100,00   | 4,11 |
| Total                   | Total                          | 12 163 | 100,00 / 100,00 |      |
| Eleitorado/Participação | Eleitorado/Participação        | 25 363 | 47,96 / 100,00  | 2,74 |

#### Gançaria
| Partido                 | Partido                        | Votos | %               | +/-   |
| ----------------------- | ------------------------------ | ----- | --------------- | ----- |
|                         | Partido Social Democrata       | 229   | 72,70 / 100,00  | 25,19 |
|                         | Partido Socialista             | 58    | 18,41 / 100,00  | 8,66  |
|                         | Bloco de Esquerda              | 7     | 2,22 / 100,00   | 1,39  |
|                         | CDS – Partido Popular          | 5     | 1,59 / 100,00   | 16,37 |
|                         | Coligação Democrática Unitária | 2     | 0,63 / 100,00   | 0,47  |
|                         | Partido Nacional Renovador     | 0     | 0,00 / 100,00   | -     |
| Votos Inválidos         | Votos Inválidos                | 14    | 4,44 / 100,00   | 1,08  |
| Total                   | Total                          | 315   | 100,00 / 100,00 |       |
| Eleitorado/Participação | Eleitorado/Participação        | 457   | 68,93 / 100,00  | 3,18  |

#### Moçarria
| Partido                 | Partido                        | Votos | %               | +/-  |
| ----------------------- | ------------------------------ | ----- | --------------- | ---- |
|                         | Partido Socialista             | 256   | 41,09 / 100,00  | 1,78 |
|                         | Partido Social Democrata       | 241   | 38,68 / 100,00  | 2,59 |
|                         | Coligação Democrática Unitária | 44    | 7,06 / 100,00   | 0,02 |
|                         | CDS – Partido Popular          | 26    | 4,17 / 100,00   | 2,51 |
|                         | Bloco de Esquerda              | 19    | 3,05 / 100,00   | 1,62 |
|                         | Partido Nacional Renovador     | 6     | 0,96 / 100,00   | -    |
| Votos Inválidos         | Votos Inválidos                | 31    | 4,97 / 100,00   | 1,06 |
| Total                   | Total                          | 623   | 100,00 / 100,00 |      |
| Eleitorado/Participação | Eleitorado/Participação        | 944   | 66,00 / 100,00  | 0,14 |

#### Pernes
| Partido                 | Partido                        | Votos | %               | +/-  |
| ----------------------- | ------------------------------ | ----- | --------------- | ---- |
|                         | Partido Social Democrata       | 359   | 43,05 / 100,00  | 5,00 |
|                         | Partido Socialista             | 286   | 34,29 / 100,00  | 7,09 |
|                         | Coligação Democrática Unitária | 130   | 15,59 / 100,00  | 4,77 |
|                         | Bloco de Esquerda              | 13    | 1,56 / 100,00   | 0,22 |
|                         | CDS – Partido Popular          | 5     | 0,60 / 100,00   | 0,71 |
|                         | Partido Nacional Renovador     | 0     | 0,00 / 100,00   | -    |
| Votos Inválidos         | Votos Inválidos                | 41    | 4,92 / 100,00   | 0,19 |
| Total                   | Total                          | 834   | 100,00 / 100,00 |      |
| Eleitorado/Participação | Eleitorado/Participação        | 1 392 | 59,91 / 100,00  | 3,84 |

#### Póvoa da Isenta
| Partido                 | Partido                        | Votos | %               | +/-  |
| ----------------------- | ------------------------------ | ----- | --------------- | ---- |
|                         | Partido Social Democrata       | 188   | 37,08 / 100,00  | 0,32 |
|                         | Partido Socialista             | 143   | 28,21 / 100,00  | 3,70 |
|                         | Coligação Democrática Unitária | 98    | 19,33 / 100,00  | 7,35 |
|                         | CDS – Partido Popular          | 24    | 4,73 / 100,00   | 3,94 |
|                         | Bloco de Esquerda              | 24    | 4,73 / 100,00   | 1,36 |
|                         | Partido Nacional Renovador     | 1     | 0,20 / 100,00   | -    |
| Votos Inválidos         | Votos Inválidos                | 29    | 5,72 / 100,00   | 0,61 |
| Total                   | Total                          | 507   | 100,00 / 100,00 |      |
| Eleitorado/Participação | Eleitorado/Participação        | 859   | 59,02 / 100,00  | 1,26 |

#### Romeira e Várzea
| Partido                 | Partido                        | Votos | %               | +/-  |
| ----------------------- | ------------------------------ | ----- | --------------- | ---- |
|                         | Partido Social Democrata       | 540   | 43,13 / 100,00  | 2,47 |
|                         | Partido Socialista             | 501   | 40,02 / 100,00  | 6,81 |
|                         | CDS – Partido Popular          | 56    | 4,47 / 100,00   | 2,23 |
|                         | Bloco de Esquerda              | 41    | 3,27 / 100,00   | 0,23 |
|                         | Coligação Democrática Unitária | 39    | 3,12 / 100,00   | 2,80 |
|                         | Partido Nacional Renovador     | 10    | 0,80 / 100,00   | -    |
| Votos Inválidos         | Votos Inválidos                | 65    | 5,19 / 100,00   | 2,53 |
| Total                   | Total                          | 1 252 | 100,00 / 100,00 |      |
| Eleitorado/Participação | Eleitorado/Participação        | 2 122 | 59,00 / 100,00  | 8,20 |

#### São Vicente do Paul e Vale de Figueira
| Partido                 | Partido                        | Votos | %               | +/-  |
| ----------------------- | ------------------------------ | ----- | --------------- | ---- |
|                         | Partido Social Democrata       | 559   | 41,87 / 100,00  | 5,60 |
|                         | Partido Socialista             | 443   | 33,18 / 100,00  | 4,05 |
|                         | Coligação Democrática Unitária | 142   | 10,64 / 100,00  | 2,27 |
|                         | CDS – Partido Popular          | 54    | 4,04 / 100,00   | 2,33 |
|                         | Bloco de Esquerda              | 51    | 3,82 / 100,00   | 1,50 |
|                         | Partido Nacional Renovador     | 12    | 0,90 / 100,00   | -    |
| Votos Inválidos         | Votos Inválidos                | 74    | 5,54 / 100,00   | 1,08 |
| Total                   | Total                          | 1 335 | 100,00 / 100,00 |      |
| Eleitorado/Participação | Eleitorado/Participação        | 2 305 | 57,92 / 100,00  | 2,73 |

#### Vale de Santarém
| Partido                 | Partido                        | Votos | %               | +/-   |
| ----------------------- | ------------------------------ | ----- | --------------- | ----- |
|                         | Partido Socialista             | 679   | 53,59 / 100,00  | 14,86 |
|                         | Partido Social Democrata       | 278   | 21,94 / 100,00  | 1,08  |
|                         | Coligação Democrática Unitária | 170   | 13,42 / 100,00  | 7,79  |
|                         | CDS – Partido Popular          | 45    | 3,55 / 100,00   | 0,72  |
|                         | Bloco de Esquerda              | 42    | 3,31 / 100,00   | 1,40  |
|                         | Partido Nacional Renovador     | 6     | 0,47 / 100,00   | -     |
| Votos Inválidos         | Votos Inválidos                | 47    | 3,71 / 100,00   | 3,59  |
| Total                   | Total                          | 1 267 | 100,00 / 100,00 |       |
| Eleitorado/Participação | Eleitorado/Participação        | 2 402 | 52,75 / 100,00  | 3,29  |

### Assembleia Municipal
| Freguesia                                  | %     | %     | %     | %    | %    | Votantes |
| Freguesia                                  | PSD   | PS    | CDU   | CDS  | BE   | Votantes |
| ------------------------------------------ | ----- | ----- | ----- | ---- | ---- | -------- |
| Abitureiras                                | 41,46 | 44,15 | 3,07  | 2,69 | 3,45 | 521      |
| Abrã                                       | 56,06 | 24,43 | 2,84  | 4,55 | 4,36 | 528      |
| Achete, Azoia de Baixo e Póvoa de Santarém | 40,80 | 31,38 | 8,73  | 4,48 | 6,41 | 1 294    |
| Alcanede                                   | 57,21 | 27,49 | 3,87  | 3,83 | 3,07 | 2 248    |
| Alcanhões                                  | 39,49 | 33,12 | 17,32 | 3,06 | 3,06 | 785      |
| Almoster                                   | 38,76 | 35,82 | 13,45 | 3,50 | 4,18 | 885      |
| Amiais de Baixo                            | 28,05 | 58,54 | 5,69  | 1,63 | 2,03 | 984      |
| Arneiro das Milhariças                     | 47,74 | 38,90 | 5,70  | 0,98 | 1,57 | 509      |
| Azoia de Cima e Tremês                     | 37,57 | 39,09 | 7,50  | 3,89 | 6,07 | 1 054    |
| Casével e Vaqueiros                        | 50,89 | 29,02 | 5,80  | 3,57 | 5,80 | 672      |
| Cidade de Santarém                         | 35,84 | 30,53 | 9,82  | 9,61 | 8,25 | 12 160   |
| Gançaria                                   | 69,84 | 19,05 | 1,27  | 3,17 | 2,22 | 315      |
| Moçarria                                   | 31,62 | 44,94 | 9,47  | 4,49 | 4,33 | 623      |
| Pernes                                     | 37,53 | 33,93 | 20,26 | 0,84 | 3,00 | 834      |
| Póvoa da Isenta                            | 31,95 | 26,63 | 22,88 | 5,72 | 6,31 | 507      |
| Romeira e Várzea                           | 32,83 | 46,01 | 4,79  | 5,51 | 4,87 | 1 252    |
| São Vicente do Paul e Vale de Figueira     | 35,43 | 33,48 | 14,16 | 4,94 | 5,32 | 1 335    |
| Vale de Santarém                           | 18,71 | 50,28 | 17,84 | 4,10 | 4,89 | 1 267    |
| Santarém                                   | 38,19 | 34,10 | 9,74  | 6,31 | 6,02 | 27 773   |

#### Abitureiras
| Partido                 | Partido                        | Votos | %               | +/-  |
| ----------------------- | ------------------------------ | ----- | --------------- | ---- |
|                         | Partido Socialista             | 230   | 44,15 / 100,00  | 8,78 |
|                         | Partido Social Democrata       | 216   | 41,46 / 100,00  | 5,40 |
|                         | Bloco de Esquerda              | 18    | 3,45 / 100,00   | 0,40 |
|                         | Coligação Democrática Unitária | 16    | 3,07 / 100,00   | 0,70 |
|                         | CDS – Partido Popular          | 14    | 2,69 / 100,00   | 0,72 |
| Votos Inválidos         | Votos Inválidos                | 27    | 5,18 / 100,00   | 0,74 |
| Total                   | Total                          | 521   | 100,00 / 100,00 |      |
| Eleitorado/Participação | Eleitorado/Participação        | 816   | 63,85 / 100,00  | 0,99 |

#### Abrã
| Partido                 | Partido                        | Votos | %               | +/-  |
| ----------------------- | ------------------------------ | ----- | --------------- | ---- |
|                         | Partido Social Democrata       | 296   | 56,06 / 100,00  | 5,41 |
|                         | Partido Socialista             | 129   | 24,43 / 100,00  | 7,00 |
|                         | CDS – Partido Popular          | 24    | 4,55 / 100,00   | 1,46 |
|                         | Bloco de Esquerda              | 23    | 4,36 / 100,00   | 2,41 |
|                         | Coligação Democrática Unitária | 15    | 2,84 / 100,00   | 0,07 |
| Votos Inválidos         | Votos Inválidos                | 41    | 7,76 / 100,00   | 1,04 |
| Total                   | Total                          | 528   | 100,00 / 100,00 |      |
| Eleitorado/Participação | Eleitorado/Participação        | 944   | 55,93 / 100,00  | 5,53 |

#### Achete, Azoia de Baixo e Póvoa de Santarém
| Partido                 | Partido                        | Votos | %               | +/-  |
| ----------------------- | ------------------------------ | ----- | --------------- | ---- |
|                         | Partido Social Democrata       | 528   | 40,80 / 100,00  | 2,53 |
|                         | Partido Socialista             | 406   | 31,38 / 100,00  | 1,12 |
|                         | Coligação Democrática Unitária | 113   | 8,73 / 100,00   | 0,41 |
|                         | Bloco de Esquerda              | 83    | 6,41 / 100,00   | 4,58 |
|                         | CDS – Partido Popular          | 58    | 4,48 / 100,00   | 2,65 |
| Votos Inválidos         | Votos Inválidos                | 106   | 8,19 / 100,00   | 0,54 |
| Total                   | Total                          | 1 294 | 100,00 / 100,00 |      |
| Eleitorado/Participação | Eleitorado/Participação        | 2 228 | 58,08 / 100,00  | 6,19 |

#### Alcanede
| Partido                 | Partido                        | Votos | %               | +/-  |
| ----------------------- | ------------------------------ | ----- | --------------- | ---- |
|                         | Partido Social Democrata       | 1 286 | 57,21 / 100,00  | 4,43 |
|                         | Partido Socialista             | 618   | 27,49 / 100,00  | 3,21 |
|                         | Coligação Democrática Unitária | 87    | 3,87 / 100,00   | 0,92 |
|                         | CDS – Partido Popular          | 86    | 3,83 / 100,00   | 1,38 |
|                         | Bloco de Esquerda              | 69    | 3,07 / 100,00   | 1,36 |
| Votos Inválidos         | Votos Inválidos                | 102   | 4,54 / 100,00   | 0,89 |
| Total                   | Total                          | 2 248 | 100,00 / 100,00 |      |
| Eleitorado/Participação | Eleitorado/Participação        | 3 907 | 57,54 / 100,00  | 1,82 |

#### Alcanhões
| Partido                 | Partido                        | Votos | %               | +/-   |
| ----------------------- | ------------------------------ | ----- | --------------- | ----- |
|                         | Partido Social Democrata       | 310   | 39,49 / 100,00  | 15,71 |
|                         | Partido Socialista             | 260   | 33,12 / 100,00  | 1,44  |
|                         | Coligação Democrática Unitária | 136   | 17,32 / 100,00  | 6,86  |
|                         | CDS – Partido Popular          | 24    | 3,06 / 100,00   | 0,43  |
|                         | Bloco de Esquerda              | 24    | 3,06 / 100,00   | 1,22  |
| Votos Inválidos         | Votos Inválidos                | 31    | 3,95 / 100,00   | 5,51  |
| Total                   | Total                          | 785   | 100,00 / 100,00 |       |
| Eleitorado/Participação | Eleitorado/Participação        | 1 225 | 64,08 / 100,00  | 5,09  |

#### Almoster
| Partido                 | Partido                        | Votos | %               | +/-  |
| ----------------------- | ------------------------------ | ----- | --------------- | ---- |
|                         | Partido Social Democrata       | 343   | 38,76 / 100,00  | 6,68 |
|                         | Partido Socialista             | 317   | 35,82 / 100,00  | 0,97 |
|                         | Coligação Democrática Unitária | 119   | 13,45 / 100,00  | 5,13 |
|                         | Bloco de Esquerda              | 37    | 4,18 / 100,00   | 0,64 |
|                         | CDS – Partido Popular          | 31    | 3,50 / 100,00   | 0,96 |
| Votos Inválidos         | Votos Inválidos                | 38    | 4,29 / 100,00   | 1,79 |
| Total                   | Total                          | 885   | 100,00 / 100,00 |      |
| Eleitorado/Participação | Eleitorado/Participação        | 1 435 | 61,67 / 100,00  | 3,61 |

#### Amiais de Baixo
| Partido                 | Partido                        | Votos | %               | +/-  |
| ----------------------- | ------------------------------ | ----- | --------------- | ---- |
|                         | Partido Socialista             | 576   | 58,54 / 100,00  | 5,82 |
|                         | Partido Social Democrata       | 276   | 28,05 / 100,00  | 0,84 |
|                         | Coligação Democrática Unitária | 56    | 5,69 / 100,00   | 1,61 |
|                         | Bloco de Esquerda              | 20    | 2,03 / 100,00   | 0,47 |
|                         | CDS – Partido Popular          | 16    | 1,63 / 100,00   | 0,41 |
| Votos Inválidos         | Votos Inválidos                | 40    | 4,06 / 100,00   | 3,13 |
| Total                   | Total                          | 984   | 100,00 / 100,00 |      |
| Eleitorado/Participação | Eleitorado/Participação        | 1 528 | 64,40 / 100,00  | 1,18 |

#### Arneiro das Milhariças
| Partido                 | Partido                        | Votos | %               | +/-  |
| ----------------------- | ------------------------------ | ----- | --------------- | ---- |
|                         | Partido Social Democrata       | 243   | 47,74 / 100,00  | 8,34 |
|                         | Partido Socialista             | 198   | 38,90 / 100,00  | 3,82 |
|                         | Coligação Democrática Unitária | 29    | 5,70 / 100,00   | 7,06 |
|                         | Bloco de Esquerda              | 8     | 1,57 / 100,00   | 0,68 |
|                         | CDS – Partido Popular          | 5     | 0,98 / 100,00   | 1,27 |
| Votos Inválidos         | Votos Inválidos                | 26    | 5,11 / 100,00   | 0,71 |
| Total                   | Total                          | 509   | 100,00 / 100,00 |      |
| Eleitorado/Participação | Eleitorado/Participação        | 735   | 69,25 / 100,00  | 2,21 |

#### Azoia de Cima e Tremês
| Partido                 | Partido                        | Votos | %               | +/-  |
| ----------------------- | ------------------------------ | ----- | --------------- | ---- |
|                         | Partido Socialista             | 412   | 39,09 / 100,00  | 4,43 |
|                         | Partido Social Democrata       | 396   | 37,57 / 100,00  | 2,65 |
|                         | Coligação Democrática Unitária | 79    | 7,50 / 100,00   | 2,93 |
|                         | Bloco de Esquerda              | 64    | 6,07 / 100,00   | 3,24 |
|                         | CDS – Partido Popular          | 41    | 3,89 / 100,00   | 0,88 |
| Votos Inválidos         | Votos Inválidos                | 62    | 5,88 / 100,00   | 5,53 |
| Total                   | Total                          | 1 054 | 100,00 / 100,00 |      |
| Eleitorado/Participação | Eleitorado/Participação        | 2 074 | 50,82 / 100,00  | 0,95 |

#### Casével e Vaqueiros
| Partido                 | Partido                        | Votos | %               | +/-  |
| ----------------------- | ------------------------------ | ----- | --------------- | ---- |
|                         | Partido Social Democrata       | 342   | 50,89 / 100,00  | 4,66 |
|                         | Partido Socialista             | 195   | 29,02 / 100,00  | 5,28 |
|                         | Coligação Democrática Unitária | 39    | 5,80 / 100,00   | 9,56 |
|                         | Bloco de Esquerda              | 39    | 5,80 / 100,00   | 3,43 |
|                         | CDS – Partido Popular          | 24    | 3,57 / 100,00   | 1,34 |
| Votos Inválidos         | Votos Inválidos                | 33    | 4,91 / 100,00   | 3,60 |
| Total                   | Total                          | 672   | 100,00 / 100,00 |      |
| Eleitorado/Participação | Eleitorado/Participação        | 982   | 68,43 / 100,00  | 0,56 |

#### Cidade de Santarém
| Partido                 | Partido                        | Votos  | %               | +/-  |
| ----------------------- | ------------------------------ | ------ | --------------- | ---- |
|                         | Partido Social Democrata       | 4 358  | 35,84 / 100,00  | 2,73 |
|                         | Partido Socialista             | 3 712  | 30,53 / 100,00  | 3,18 |
|                         | Coligação Democrática Unitária | 1 194  | 9,82 / 100,00   | 2,24 |
|                         | CDS – Partido Popular          | 1 168  | 9,61 / 100,00   | 5,18 |
|                         | Bloco de Esquerda              | 1 003  | 8,25 / 100,00   | 3,27 |
| Votos Inválidos         | Votos Inválidos                | 725    | 5,97 / 100,00   | 4,21 |
| Total                   | Total                          | 12 160 | 100,00 / 100,00 |      |
| Eleitorado/Participação | Eleitorado/Participação        | 25 363 | 47,94 / 100,00  | 2,70 |

#### Gançaria
| Partido                 | Partido                        | Votos | %               | +/-   |
| ----------------------- | ------------------------------ | ----- | --------------- | ----- |
|                         | Partido Social Democrata       | 220   | 69,84 / 100,00  | 24,81 |
|                         | Partido Socialista             | 60    | 19,05 / 100,00  | 6,09  |
|                         | CDS – Partido Popular          | 10    | 3,17 / 100,00   | 17,82 |
|                         | Bloco de Esquerda              | 7     | 2,22 / 100,00   | 0,56  |
|                         | Coligação Democrática Unitária | 4     | 1,27 / 100,00   | 0,44  |
| Votos Inválidos         | Votos Inválidos                | 14    | 4,44 / 100,00   | 1,64  |
| Total                   | Total                          | 315   | 100,00 / 100,00 |       |
| Eleitorado/Participação | Eleitorado/Participação        | 457   | 68,93 / 100,00  | 3,18  |

#### Moçarria
| Partido                 | Partido                        | Votos | %               | +/-  |
| ----------------------- | ------------------------------ | ----- | --------------- | ---- |
|                         | Partido Socialista             | 280   | 44,94 / 100,00  | 4,88 |
|                         | Partido Social Democrata       | 197   | 31,62 / 100,00  | 6,03 |
|                         | Coligação Democrática Unitária | 59    | 9,47 / 100,00   | 1,19 |
|                         | CDS – Partido Popular          | 28    | 4,49 / 100,00   | 2,98 |
|                         | Bloco de Esquerda              | 27    | 4,33 / 100,00   | 1,09 |
| Votos Inválidos         | Votos Inválidos                | 32    | 5,13 / 100,00   | 0,16 |
| Total                   | Total                          | 623   | 100,00 / 100,00 |      |
| Eleitorado/Participação | Eleitorado/Participação        | 944   | 66,00 / 100,00  | 0,14 |

#### Pernes
| Partido                 | Partido                        | Votos | %               | +/-  |
| ----------------------- | ------------------------------ | ----- | --------------- | ---- |
|                         | Partido Social Democrata       | 313   | 37,53 / 100,00  | 5,19 |
|                         | Partido Socialista             | 283   | 33,93 / 100,00  | 9,35 |
|                         | Coligação Democrática Unitária | 169   | 20,26 / 100,00  | 7,06 |
|                         | Bloco de Esquerda              | 25    | 3,00 / 100,00   | 0,86 |
|                         | CDS – Partido Popular          | 7     | 0,84 / 100,00   | 0,35 |
| Votos Inválidos         | Votos Inválidos                | 37    | 4,44 / 100,00   | 1,50 |
| Total                   | Total                          | 834   | 100,00 / 100,00 |      |
| Eleitorado/Participação | Eleitorado/Participação        | 1 392 | 59,91 / 100,00  | 3,84 |

#### Póvoa da Isenta
| Partido                 | Partido                        | Votos | %               | +/-  |
| ----------------------- | ------------------------------ | ----- | --------------- | ---- |
|                         | Partido Social Democrata       | 162   | 31,95 / 100,00  | 0,33 |
|                         | Partido Socialista             | 135   | 26,63 / 100,00  | 2,91 |
|                         | Coligação Democrática Unitária | 116   | 22,88 / 100,00  | 5,97 |
|                         | Bloco de Esquerda              | 32    | 6,31 / 100,00   | 3,35 |
|                         | CDS – Partido Popular          | 29    | 5,72 / 100,00   | 4,14 |
| Votos Inválidos         | Votos Inválidos                | 33    | 6,51 / 100,00   | 1,20 |
| Total                   | Total                          | 507   | 100,00 / 100,00 |      |
| Eleitorado/Participação | Eleitorado/Participação        | 859   | 59,02 / 100,00  | 1,26 |

#### Romeira e Várzea
| Partido                 | Partido                        | Votos | %               | +/-  |
| ----------------------- | ------------------------------ | ----- | --------------- | ---- |
|                         | Partido Socialista             | 576   | 46,01 / 100,00  | 8,94 |
|                         | Partido Social Democrata       | 411   | 32,83 / 100,00  | 4,24 |
|                         | CDS – Partido Popular          | 69    | 5,51 / 100,00   | 3,18 |
|                         | Bloco de Esquerda              | 61    | 4,87 / 100,00   | 0,11 |
|                         | Coligação Democrática Unitária | 60    | 4,79 / 100,00   | 2,39 |
| Votos Inválidos         | Votos Inválidos                | 75    | 5,99 / 100,00   | 3,17 |
| Total                   | Total                          | 1 252 | 100,00 / 100,00 |      |
| Eleitorado/Participação | Eleitorado/Participação        | 2 122 | 59,00 / 100,00  | 8,20 |

#### São Vicente do Paul e Vale de Figueira
| Partido                 | Partido                        | Votos | %               | +/-  |
| ----------------------- | ------------------------------ | ----- | --------------- | ---- |
|                         | Partido Social Democrata       | 473   | 35,43 / 100,00  | 4,15 |
|                         | Partido Socialista             | 447   | 33,48 / 100,00  | 3,75 |
|                         | Coligação Democrática Unitária | 189   | 14,16 / 100,00  | 0,12 |
|                         | Bloco de Esquerda              | 71    | 5,32 / 100,00   | 2,52 |
|                         | CDS – Partido Popular          | 66    | 4,94 / 100,00   | 2,62 |
| Votos Inválidos         | Votos Inválidos                | 89    | 6,67 / 100,00   | 2,01 |
| Total                   | Total                          | 1 335 | 100,00 / 100,00 |      |
| Eleitorado/Participação | Eleitorado/Participação        | 2 305 | 57,92 / 100,00  | 2,73 |

#### Vale de Santarém
| Partido                 | Partido                        | Votos | %               | +/-   |
| ----------------------- | ------------------------------ | ----- | --------------- | ----- |
|                         | Partido Socialista             | 637   | 50,28 / 100,00  | 12,81 |
|                         | Partido Social Democrata       | 237   | 18,71 / 100,00  | 0,85  |
|                         | Coligação Democrática Unitária | 226   | 17,84 / 100,00  | 6,43  |
|                         | Bloco de Esquerda              | 62    | 4,89 / 100,00   | 1,08  |
|                         | CDS – Partido Popular          | 52    | 4,10 / 100,00   | 1,82  |
| Votos Inválidos         | Votos Inválidos                | 53    | 4,18 / 100,00   | 3,83  |
| Total                   | Total                          | 1 267 | 100,00 / 100,00 |       |
| Eleitorado/Participação | Eleitorado/Participação        | 2 402 | 52,75 / 100,00  | 3,29  |

### Juntas de Freguesia

#### Abitureiras
| Partido                 | Partido                  | Votos | %               | +/-   | Mandatos | +/- |
| ----------------------- | ------------------------ | ----- | --------------- | ----- | -------- | --- |
|                         | Partido Socialista       | 267   | 51,25 / 100,00  | 10,32 | 4 / 7    | 1   |
|                         | Partido Social Democrata | 225   | 43,19 / 100,00  | 11,03 | 3 / 7    | 1   |
| Votos Inválidos         | Votos Inválidos          | 29    | 5,56 / 100,00   | 0,72  |          |     |
| Total                   | Total                    | 521   | 100,00 / 100,00 |       | 7 / 7    |     |
| Eleitorado/Participação | Eleitorado/Participação  | 816   | 63,85 / 100,00  | 0,99  |          |     |

#### Abrã
| Partido                 | Partido                  | Votos | %               | +/-   | Mandatos | +/- |
| ----------------------- | ------------------------ | ----- | --------------- | ----- | -------- | --- |
|                         | Partido Social Democrata | 420   | 79,55 / 100,00  | 23,04 | 7 / 7    | 3   |
| Votos Inválidos         | Votos Inválidos          | 108   | 20,45 / 100,00  | 16,54 |          |     |
| Total                   | Total                    | 528   | 100,00 / 100,00 |       | 7 / 7    |     |
| Eleitorado/Participação | Eleitorado/Participação  | 944   | 55,93 / 100,00  | 5,53  |          |     |

#### Achete, Azoia de Baixo e Póvoa de Santarém
| Partido                 | Partido                                                              | Votos | %               | +/-  | Mandatos | +/-  |
| ----------------------- | -------------------------------------------------------------------- | ----- | --------------- | ---- | -------- | ---- |
|                         | Movimento Independente de Achete, Azoia de Baixo e Póvoa de Santarém | 933   | 72,10 / 100,00  | Novo | 8 / 9    | Novo |
|                         | Coligação Democrática Unitária                                       | 161   | 12,44 / 100,00  | 5,22 | 1 / 9    | 1    |
|                         | Bloco de Esquerda                                                    | 67    | 5,18 / 100,00   | -    | 0 / 9    | -    |
| Votos Inválidos         | Votos Inválidos                                                      | 133   | 10,28 / 100,00  | 5,02 |          |      |
| Total                   | Total                                                                | 1 294 | 100,00 / 100,00 |      | 9 / 9    |      |
| Eleitorado/Participação | Eleitorado/Participação                                              | 2 228 | 58,08 / 100,00  | 6,41 |          |      |

#### Alcanede
| Partido                 | Partido                        | Votos | %               | +/-  | Mandatos | +/-     |
| ----------------------- | ------------------------------ | ----- | --------------- | ---- | -------- | ------- |
|                         | Partido Social Democrata       | 1 306 | 58,10 / 100,00  | 5,73 | 6 / 9    | 1       |
|                         | Partido Socialista             | 674   | 29,98 / 100,00  | 6,03 | 3 / 9    | 1       |
|                         | Coligação Democrática Unitária | 86    | 3,83 / 100,00   | 1,22 | 0 / 9    | Estável |
|                         | CDS – Partido Popular          | 78    | 3,47 / 100,00   | 1,31 | 0 / 9    | Estável |
| Votos Inválidos         | Votos Inválidos                | 104   | 4,62 / 100,00   | 0,39 |          |         |
| Total                   | Total                          | 2 248 | 100,00 / 100,00 |      | 9 / 9    |         |
| Eleitorado/Participação | Eleitorado/Participação        | 3 907 | 57,54 / 100,00  | 1,84 |          |         |

#### Alcanhões
| Partido                 | Partido                        | Votos | %               | +/-   | Mandatos | +/-     |
| ----------------------- | ------------------------------ | ----- | --------------- | ----- | -------- | ------- |
|                         | Partido Social Democrata       | 314   | 40,00 / 100,00  | 14,90 | 4 / 9    | 2       |
|                         | Partido Socialista             | 300   | 38,22 / 100,00  | 2,65  | 4 / 9    | Estável |
|                         | Coligação Democrática Unitária | 146   | 18,60 / 100,00  | 8,08  | 1 / 9    | 2       |
| Votos Inválidos         | Votos Inválidos                | 25    | 3,18 / 100,00   | 4,18  |          |         |
| Total                   | Total                          | 785   | 100,00 / 100,00 |       | 9 / 9    |         |
| Eleitorado/Participação | Eleitorado/Participação        | 1 225 | 64,08 / 100,00  | 5,09  |          |         |

#### Almoster
| Partido                 | Partido                        | Votos | %               | +/-   | Mandatos | +/-     |
| ----------------------- | ------------------------------ | ----- | --------------- | ----- | -------- | ------- |
|                         | Partido Social Democrata       | 378   | 42,71 / 100,00  | 1,12  | 4 / 9    | Estável |
|                         | Partido Socialista             | 308   | 34,80 / 100,00  | 11,13 | 4 / 9    | 2       |
|                         | Coligação Democrática Unitária | 103   | 11,64 / 100,00  | 14,69 | 1 / 9    | 2       |
|                         | Bloco de Esquerda              | 32    | 3,62 / 100,00   | -     | 0 / 9    | -       |
|                         | CDS – Partido Popular          | 30    | 3,39 / 100,00   | -     | 0 / 9    | -       |
| Votos Inválidos         | Votos Inválidos                | 34    | 3,84 / 100,00   | 0,58  |          |         |
| Total                   | Total                          | 885   | 100,00 / 100,00 |       | 9 / 9    |         |
| Eleitorado/Participação | Eleitorado/Participação        | 1 435 | 61,67 / 100,00  | 3,61  |          |         |

#### Amiais de Baixo
| Partido                 | Partido                        | Votos | %               | +/-  | Mandatos | +/-     |
| ----------------------- | ------------------------------ | ----- | --------------- | ---- | -------- | ------- |
|                         | Partido Socialista             | 588   | 59,76 / 100,00  | 3,24 | 6 / 9    | Estável |
|                         | Partido Social Democrata       | 289   | 29,37 / 100,00  | 0,77 | 3 / 9    | Estável |
|                         | Coligação Democrática Unitária | 64    | 6,50 / 100,00   | 0,21 | 0 / 9    | Estável |
| Votos Inválidos         | Votos Inválidos                | 43    | 4,37 / 100,00   | 0,09 |          |         |
| Total                   | Total                          | 984   | 100,00 / 100,00 |      | 9 / 9    |         |
| Eleitorado/Participação | Eleitorado/Participação        | 1 528 | 64,40 / 100,00  | 1,18 |          |         |

#### Arneiro das Milhariças
| Partido                 | Partido                        | Votos | %               | +/-   | Mandatos | +/-     |
| ----------------------- | ------------------------------ | ----- | --------------- | ----- | -------- | ------- |
|                         | Partido Social Democrata       | 245   | 48,13 / 100,00  | 0,46  | 4 / 7    | Estável |
|                         | Partido Socialista             | 213   | 41,85 / 100,00  | 13,14 | 3 / 7    | 1       |
|                         | Coligação Democrática Unitária | 38    | 7,47 / 100,00   | 10,73 | 0 / 7    | 1       |
| Votos Inválidos         | Votos Inválidos                | 13    | 2,56 / 100,00   | 2,04  |          |         |
| Total                   | Total                          | 509   | 100,00 / 100,00 |       | 7 / 7    |         |
| Eleitorado/Participação | Eleitorado/Participação        | 735   | 69,25 / 100,00  | 2,21  |          |         |

#### Azoia de Cima e Tremês
| Partido                 | Partido                         | Votos | %               | +/-  | Mandatos | +/-     |
| ----------------------- | ------------------------------- | ----- | --------------- | ---- | -------- | ------- |
|                         | Lista Independente Tremez Azoia | 733   | 69,54 / 100,00  | 2,90 | 7 / 9    | Estável |
|                         | Coligação Democrática Unitária  | 204   | 19,35 / 100,00  | 0,20 | 2 / 9    | Estável |
| Votos Inválidos         | Votos Inválidos                 | 117   | 11,10 / 100,00  | 3,11 |          |         |
| Total                   | Total                           | 1 054 | 100,00 / 100,00 |      | 9 / 9    |         |
| Eleitorado/Participação | Eleitorado/Participação         | 2 074 | 50,82 / 100,00  | 0,86 |          |         |

#### Casével e Vaqueiros
| Partido                 | Partido                  | Votos | %               | +/-   | Mandatos | +/- |
| ----------------------- | ------------------------ | ----- | --------------- | ----- | -------- | --- |
|                         | Partido Social Democrata | 381   | 56,70 / 100,00  | 5,72  | 4 / 7    | 1   |
|                         | Partido Socialista       | 261   | 38,84 / 100,00  | 21,80 | 3 / 7    | 1   |
| Votos Inválidos         | Votos Inválidos          | 30    | 4,46 / 100,00   | 0,01  |          |     |
| Total                   | Total                    | 672   | 100,00 / 100,00 |       | 7 / 7    | 2   |
| Eleitorado/Participação | Eleitorado/Participação  | 982   | 68,43 / 100,00  | 0,59  |          |     |

#### Cidade de Santarém
| Partido                 | Partido                        | Votos  | %               | +/-  | Mandatos | +/-     |
| ----------------------- | ------------------------------ | ------ | --------------- | ---- | -------- | ------- |
|                         | Partido Social Democrata       | 4 766  | 39,19 / 100,00  | 3,92 | 8 / 19   | Estável |
|                         | Partido Socialista             | 3 597  | 29,58 / 100,00  | 3,04 | 6 / 19   | Estável |
|                         | CDS – Partido Popular          | 1 105  | 9,09 / 100,00   | 4,97 | 2 / 19   | 1       |
|                         | Coligação Democrática Unitária | 1 088  | 8,95 / 100,00   | 2,99 | 2 / 19   | Estável |
|                         | Bloco de Esquerda              | 873    | 7,18 / 100,00   | 2,75 | 1 / 19   | Estável |
| Votos Inválidos         | Votos Inválidos                | 732    | 6,02 / 100,00   | 4,05 |          |         |
| Total                   | Total                          | 12 161 | 100,00 / 100,00 |      | 19 / 19  |         |
| Eleitorado/Participação | Eleitorado/Participação        | 25 363 | 47,95 / 100,00  | 2,74 |          |         |

#### Gançaria
| Partido                 | Partido                  | Votos | %               | +/-   | Mandatos | +/- |
| ----------------------- | ------------------------ | ----- | --------------- | ----- | -------- | --- |
|                         | Partido Social Democrata | 206   | 65,40 / 100,00  | 35,29 | 5 / 7    | 3   |
|                         | Partido Socialista       | 85    | 26,98 / 100,00  | 5,16  | 2 / 7    | 1   |
| Votos Inválidos         | Votos Inválidos          | 24    | 7,62 / 100,00   | 3,48  |          |     |
| Total                   | Total                    | 315   | 100,00 / 100,00 |       | 7 / 7    |     |
| Eleitorado/Participação | Eleitorado/Participação  | 457   | 68,93 / 100,00  | 3,18  |          |     |

#### Moçarria
| Partido                 | Partido                                      | Votos | %               | +/-   | Mandatos | +/-     |
| ----------------------- | -------------------------------------------- | ----- | --------------- | ----- | -------- | ------- |
|                         | Partido Socialista                           | 327   | 52,49 / 100,00  | 20,26 | 4 / 7    | 1       |
|                         | Movimento Independente Freguesia de Moçarria | 209   | 33,55 / 100,00  | 24,43 | 3 / 7    | 3       |
|                         | Coligação Democrática Unitária               | 53    | 8,51 / 100,00   | 3,09  | 0 / 7    | Estável |
| Votos Inválidos         | Votos Inválidos                              | 34    | 5,46 / 100,00   | 1,10  |          |         |
| Total                   | Total                                        | 623   | 100,00 / 100,00 |       | 7 / 7    | 2       |
| Eleitorado/Participação | Eleitorado/Participação                      | 944   | 66,00 / 100,00  | 0,14  |          |         |

#### Pernes
| Partido                 | Partido                        | Votos | %               | +/-   | Mandatos | +/-     |
| ----------------------- | ------------------------------ | ----- | --------------- | ----- | -------- | ------- |
|                         | Partido Socialista             | 316   | 37,89 / 100,00  | 25,96 | 4 / 9    | 2       |
|                         | Partido Social Democrata       | 308   | 36,93 / 100,00  | 7,44  | 3 / 9    | Estável |
|                         | Coligação Democrática Unitária | 189   | 22,66 / 100,00  | -     | 2 / 9    | -       |
| Votos Inválidos         | Votos Inválidos                | 21    | 2,52 / 100,00   | 4,14  |          |         |
| Total                   | Total                          | 834   | 100,00 / 100,00 |       | 9 / 9    |         |
| Eleitorado/Participação | Eleitorado/Participação        | 1 392 | 59,91 / 100,00  | 3,84  |          |         |

#### Póvoa da Isenta
| Partido                 | Partido                        | Votos | %               | +/-  | Mandatos | +/-     |
| ----------------------- | ------------------------------ | ----- | --------------- | ---- | -------- | ------- |
|                         | Partido Social Democrata       | 183   | 36,09 / 100,00  | 3,48 | 3 / 7    | 1       |
|                         | Coligação Democrática Unitária | 170   | 33,53 / 100,00  | 0,86 | 2 / 7    | 1       |
|                         | Partido Socialista             | 121   | 23,87 / 100,00  | 0,24 | 2 / 7    | Estável |
| Votos Inválidos         | Votos Inválidos                | 33    | 6,51 / 100,00   | 3,39 |          |         |
| Total                   | Total                          | 507   | 100,00 / 100,00 |      | 7 / 7    |         |
| Eleitorado/Participação | Eleitorado/Participação        | 859   | 59,02 / 100,00  | 1,26 |          |         |

#### Romeira e Várzea
| Partido                 | Partido                               | Votos | %               | +/-   | Mandatos | +/-  |
| ----------------------- | ------------------------------------- | ----- | --------------- | ----- | -------- | ---- |
|                         | Partido Socialista                    | 905   | 72,34 / 100,00  | 19,38 | 8 / 9    | 3    |
|                         | Movimento Independente Romeiro Várzea | 150   | 11,99 / 100,00  | Novo  | 1 / 9    | Novo |
|                         | CDS – Partido Popular                 | 97    | 7,75 / 100,00   | -     | 0 / 9    | -    |
|                         | Coligação Democrática Unitária        | 41    | 3,28 / 100,00   | 5,97  | 0 / 9    | 1    |
| Votos Inválidos         | Votos Inválidos                       | 58    | 4,64 / 100,00   | 3,17  |          |      |
| Total                   | Total                                 | 1 251 | 100,00 / 100,00 |       | 9 / 9    |      |
| Eleitorado/Participação | Eleitorado/Participação               | 2 122 | 58,95 / 100,00  | 8,15  |          |      |

#### São Vicente do Paul e Vale de Figueira
| Partido                 | Partido                                      | Votos | %               | +/-  | Mandatos | +/-     |
| ----------------------- | -------------------------------------------- | ----- | --------------- | ---- | -------- | ------- |
|                         | Movimento Independente das Freguesias Unidas | 814   | 60,97 / 100,00  | 6,87 | 6 / 9    | 1       |
|                         | Partido Socialista                           | 311   | 23,30 / 100,00  | 5,56 | 2 / 9    | 1       |
|                         | Coligação Democrática Unitária               | 146   | 10,94 / 100,00  | 0,48 | 1 / 9    | Estável |
| Votos Inválidos         | Votos Inválidos                              | 64    | 4,80 / 100,00   | 0,80 |          |         |
| Total                   | Total                                        | 1 335 | 100,00 / 100,00 |      | 9 / 9    |         |
| Eleitorado/Participação | Eleitorado/Participação                      | 2 305 | 57,92 / 100,00  | 2,64 |          |         |

#### Vale de Santarém
| Partido                 | Partido                        | Votos | %               | +/-   | Mandatos | +/-     |
| ----------------------- | ------------------------------ | ----- | --------------- | ----- | -------- | ------- |
|                         | Partido Socialista             | 713   | 56,27 / 100,00  | 19,11 | 6 / 9    | 2       |
|                         | Coligação Democrática Unitária | 340   | 26,84 / 100,00  | 6,94  | 2 / 9    | 2       |
|                         | Partido Social Democrata       | 173   | 13,65 / 100,00  | 2,30  | 1 / 9    | Estável |
| Votos Inválidos         | Votos Inválidos                | 41    | 3,24 / 100,00   | 3,99  |          |         |
| Total                   | Total                          | 1 267 | 100,00 / 100,00 |       | 9 / 9    |         |
| Eleitorado/Participação | Eleitorado/Participação        | 2 402 | 52,75 / 100,00  | 3,29  |          |         |

| Freguesia                                  | 2013-2017 | 2013-2017                      | 2013-2017      | 2017-2021 | 2017-2021                | 2017-2021      |
| ------------------------------------------ | --------- | ------------------------------ | -------------- | --------- | ------------------------ | -------------- |
| Abitureiras                                |           | Partido Social Democrata       | 54,22 / 100,00 |           | Partido Socialista       | 51,25 / 100,00 |
| Abrã                                       |           | Partido Social Democrata       | 56,51 / 100,00 |           | Partido Social Democrata | 79,55 / 100,00 |
| Achete, Azoia de Baixo e Póvoa de Santarém |           | Partido Socialista             | 44,26 / 100,00 |           | Grupo de Cidadãos        | 72,10 / 100,00 |
| Alcanede                                   |           | Partido Social Democrata       | 52,37 / 100,00 |           | Partido Social Democrata | 58,10 / 100,00 |
| Alcanhões                                  |           | Partido Socialista             | 40,87 / 100,00 |           | Partido Social Democrata | 40,00 / 100,00 |
| Almoster                                   |           | Partido Social Democrata       | 41,59 / 100,00 |           | Partido Social Democrata | 42,71 / 100,00 |
| Amiais de Baixo                            |           | Partido Socialista             | 56,52 / 100,00 |           | Partido Socialista       | 59,76 / 100,00 |
| Arneiro das Milhariças                     |           | Partido Social Democrata       | 48,59 / 100,00 |           | Partido Social Democrata | 48,13 / 100,00 |
| Azoia de Cima e Tremês                     |           | Grupo de Cidadãos              | 66,64 / 100,00 |           | Grupo de Cidadãos        | 69,54 / 100,00 |
| Casével e Vaqueiros                        |           | Partido Social Democrata       | 50,98 / 100,00 |           | Partido Social Democrata | 56,70 / 100,00 |
| Cidade de Santarém                         |           | Partido Social Democrata       | 35,27 / 100,00 |           | Partido Social Democrata | 39,19 / 100,00 |
| Gançaria                                   |           | CDS – Partido Popular          | 43,92 / 100,00 |           | Partido Social Democrata | 65,40 / 100,00 |
| Moçarria                                   |           | Grupo de Cidadãos              | 57,98 / 100,00 |           | Partido Socialista       | 52,49 / 100,00 |
| Pernes                                     |           | Partido Socialista             | 63,85 / 100,00 |           | Partido Socialista       | 37,89 / 100,00 |
| Póvoa da Isenta                            |           | Coligação Democrática Unitária | 34,39 / 100,00 |           | Partido Social Democrata | 36,09 / 100,00 |
| Romeira e Várzea                           |           | Partido Socialista             | 52,96 / 100,00 |           | Partido Socialista       | 72,34 / 100,00 |
| São Vicente do Paul e Vale de Figueira     |           | Grupo de Cidadãos              | 54,10 / 100,00 |           | Grupo de Cidadãos        | 60,97 / 100,00 |
| Vale de Santarém                           |           | Partido Socialista             | 37,16 / 100,00 |           | Partido Socialista       | 56,27 / 100,00 |